# Coerção sexual entre animais
Coerção sexual entre animais é o uso de violência, ameaças, assédio e outras táticas para forçar a copular.
Esse comportamento tem sido comparado ao Assalto sexual, incluindo o Estupro, entre os seres humanos.
Na natureza, machos e fêmeas geralmente diferem em seus ótimuns de Aptidão reprodutiva.
Os machos geralmente preferem maximizar seu número de descendentes, e, portanto, seu número de parceiros; as fêmeas, por outro lado, tendem a cuidar mais de seus descendentes e ter menos parceiros.
Por causa disso, geralmente há mais machos disponíveis para acasalar em um determinado momento, tornando as fêmeas um recurso limitado.
Isso leva os machos a evoluir comportamentos agressivos de acasalamento que podem ajudá-los a adquirir parceiros.
A coerção sexual tem sido observada em muitos Clado, incluindo mamíferos, aves, insetos e peixes.
Embora a coerção sexual ajude a aumentar a aptidão dos machos, ela é frequentemente custosa para as fêmeas.
Observou-se que a coerção sexual tem consequências, tais como a coevolução intersexual, especiação e Dimorfismo sexual.

## Adaptações masculinas

### Assédio/agressão
O assédio é uma técnica utilizada por machos de muitas espécies para forçar as fêmeas a se submeterem ao acasalamento.
Observou-se esse comportamento em inúmeras espécies, incluindo mamíferos, aves, insetos e peixes.
A agressão e o assédio foram documentados em machos de Guppy (Poecilia reticulata), de golfinhos nariz-de-garrafa (Tursiops aduncus), de Boto (Inia geoffrensis), de golfinhos escuros (Lagenorhynchus obscurus), de golfinhos de Hector (Cephalorhynchus hectori), de ursos-pardos, de ursos polares e de ungulados.
Também é observado em Salmão Chinook (Oncorhynchus tshawytscha), tritões com manchas vermelhas (Notophthalmus viridescens) e percevejos verdadeiros que se alimentam de sementes (Neacoryphus spp.).
Além disso, é prevalente em Macaco-aranha, em Macaco de Barbary selvagens (Macaca sylvanus) e em muitos outros primatas.

### Intimidação
Os machos também podem usar técnicas mais indiretas para acasalar com as fêmeas, como a Intimidação.
Embora a maioria dos percevejos d'água femininos (Gerridae) tenha seus órgãos genitais expostos, as fêmeas da espécie de percevejo d'água Gerris gracilicornis evoluíram um escudo sobre seus genitais. Como resultado, os machos não podem coagir fisicamente as fêmeas, pois o acasalamento torna-se difícil a menos que a fêmea exponha seus órgãos genitais.
Portanto, os machos intimidam as fêmeas para que se acasalem, atraindo predadores; batem na superfície da água e criam ondulações que chamam a atenção de peixes predadores.
A partir daí, é do interesse da fêmea acasalar o mais rapidamente possível para evitar ser devorada pelos predadores.
As posições típicas de acasalamento dos percevejos d'água situam as fêmeas na parte inferior, mais próximas dos predadores, aumentando assim o risco de predação para elas.
As fêmeas cedem à cópula para fazer com que os machos parem de sinalizar para os predadores.

### Agarramento e imobilização
Machos de certas espécies evoluíram comportamentos de acasalamento nos quais tentam, por força, copular e inseminar as fêmeas, frequentemente empregando técnicas de agarre.
Esses dispositivos de agarre masculinos existem para aumentar a duração da cópula e impedir que as fêmeas se acasalem com outros machos.
De certa forma, eles são uma forma de Proteção do parceiro.
Enquanto alguns machos evoluíram diferentes modificações para auxiliar no agarre, outros simplesmente agarram as fêmeas e tentam forçar a cópula.
Um tipo de modificação para o agarre é a genitália masculina espinhosa.
Em Besouro de sementes (Coleoptera: Bruchidae), os machos possuem espinhos sclerotizados em sua genitália.
Esses espinhos são usados durante a cópula para ajudar a superar a resistência da fêmea e penetrar em seu ducto copulatório.
Além de auxiliar na penetração, esses espinhos promovem a passagem dos fluidos seminais e atuam como âncora para impedir que a fêmea fuja.
Além disso, genitais espinhosos podem ferir as fêmeas e torná-las menos propensas a se acasalarem novamente.
Machos de moscas Sepsidae possuem modificações em suas pernas dianteiras para ajudá-los a agarrar as bases das asas das fêmeas.
Essas modificações incluem protuberâncias cuticulares, reentrâncias e cerdas, e os machos as utilizam para se fixarem nas fêmeas após pularem sobre elas.
Uma vez que os machos se agarram, inicia-se uma luta semelhante a um Rodeio, onde os machos tentam se segurar enquanto as fêmeas os sacodem violentamente para se libertar.
Outro tipo de modificação é encontrado em besouros aquáticos (da família Dytiscidae), que estão equipados com estruturas em forma de ventosas em suas pernas dianteiras.
Eles utilizam essas ventosas para agarrar as fêmeas que passam e se fixar em suas superfícies dorsais.
Para fazer com que as fêmeas se submetam, os machos sacodem as fêmeas violentamente e as mantêm submersas (besouros aquáticos não conseguem ficar muito tempo sem oxigênio atmosférico).
Incapazes de respirar, as fêmeas se submetem às investidas do macho para evitar o afogamento (e perdem energia para resistir).
Uma vez que os machos se fixam, a cópula pode ocorrer.
As aves aquáticas masculinas desenvolveram outra modificação; enquanto a maioria dos pássaros machos não possui genitália externa, os machos de aves aquáticas (Aves: Anatidae) possuem um falo (comprimento Predefinição:Convert/Dual/LoffAoffDxSoff).
A maioria dos pássaros se acasala com os machos posicionados sobre as fêmeas, tocando as cloacas em um “beijo cloacal”; isso torna a inseminação forçada muito difícil.
O falo que os machos de aves aquáticas evoluíram se eversa para fora de seus corpos (em uma espiral horária) e auxilia na inseminação das fêmeas sem a cooperação destas.
Outra técnica semelhante é possuir um mecanismo de "trava", encontrado em Drosophila montana, cães, lobos e porcos.
Perto do final da cópula, as fêmeas lutam para tentar desalojar os machos, cujos órgãos genitais demoram muito mais para deflacionar do que os das fêmeas; essa trava (mais comumente conhecida em Canídeos como um "tie") permite que os machos copulem pelo tempo que necessitam até concluir o ato.
Nos cães, o macho possui um nó em seu pênis que se enche de sangue e amarra a fêmea, prendendo-os durante a cópula até que o ato esteja completo.
Os cães machos evoluíram esse mecanismo durante o acasalamento para impedir que outros machos penetrem enquanto estão em cópula, tornando-os mais propensos a inseminar a fêmea e produzir uma ninhada saudável de filhotes.
Quebrar essa "trava" pode ser fisicamente prejudicial tanto para as fêmeas quanto para os machos.
Machos de muitas espécies simplesmente agarram as fêmeas e forçam o acasalamento.
O acasalamento coercitivo é muito comum em percevejos d'água (Gerridae), pois, na maioria das espécies, os órgãos genitais femininos estão frequentemente expostos e facilmente acessíveis aos machos.
Sem qualquer comportamento de cortejo, os machos iniciam tentando montar as fêmeas à força.
Carregar os machos nas costas é energeticamente custoso para as fêmeas, que tentam resistir e se livrar dos machos.
Os machos revidam ainda mais vigorosamente e usam suas pernas dianteiras para agarrar firmemente o tórax da fêmea, impedindo-a de escapar.
Em seguida, os machos inserem forçadamente sua genitália na abertura vulvar da fêmea.
Na espécie de tritão Notophthalmus viridescens, os machos executam um comportamento de cortejo chamado amplexus.
Consiste em os machos capturarem fêmeas que não desejam acasalar com eles e usarem seus membros posteriores para agarrar as fêmeas pelas regiões peitorais.
Observou-se que os guppies machos (Poecilia reticulata) copulam forçadamente com as fêmeas, tentando inserir seu Gonopódio (órgão sexual masculino) nos poros genitais da fêmea, independentemente de estas estarem receptivas ou não.
Às vezes, os guppies machos também tentam acasalar à força com fêmeas de Skiffia bilineata (goodeid), que se assemelham às fêmeas de guppy e tendem a compartilhar o mesmo habitat, mesmo quando fêmeas de guppy estão disponíveis.
Uma possível explicação para isso é a cavidade genital mais profunda de S. bilineata, que estimula os machos mais do que quando acasalam com fêmeas de guppy.
Machos de algumas espécies são capazes de imobilizar as fêmeas e forçar a cópula.
Em porcos e javalis, os machos agarram as fêmeas e manobram a pelve para levantar a abertura vaginal e facilitar a cópula.
A estimulação decorrente da intromissão faz com que a fêmea fique imobilizada, permitindo ao macho continuar a cópula sem se preocupar com a fuga da fêmea.
A imobilização da fêmea também ocorre em Pato-muscovy.
Situações de acasalamento envolvendo agarramento e/ou imobilização também foram documentadas em Calopteryx haemorrhoidalis haemorrhoidalis (Odonata),
Em veados-dama (veado-dama), em orangotangos selvagens (Smuts 1993), em chimpanzés selvagens, em musaranhos d'água (ratos semi-aquáticos) Arvicola amphibius, em galinhas selvagens,
Em marrecos (Anas platyrhynchos),
Em Babuíno de Hamadria,
Em Salmão coho (Oncorhynchus kisutch) e em outras espécies.

### Infanticídio
Em algumas espécies de mamíferos, é comum que os machos cometam infanticídio para acasalar com as fêmeas.
Isso ocorre frequentemente em espécies que vivem em grupos, como macacos do Velho e Novo Mundo, grandes símios, prósímios e babuínos de hamadria.
Normalmente, há um único macho reprodutor em um grupo e, quando um macho de fora toma o controle agressivamente, ele mata todos os filhotes.
Os machos matam filhotes que não são seus para afirmar sua força e posição, acasalando-se com as fêmeas.
Matar filhotes pode também fazer com que fêmeas em período de amamentação saiam da Amenorreia lactacional e retornem à fecundidade, melhorando a chance do macho de fertilizá-las caso retorne para acasalar em breve.
Às vezes, múltiplos machos invadem um grupo e se unem contra as fêmeas, matando seus filhotes e, subsequentemente, acasalando com elas.
Isso ocorre em Macaco-aranha, em macacos-esquilo de costas vermelhas, em chimpanzés e em guaribas-vermelhas.

### Secreções
Na espécie de tritão Notophthalmus viridescens, os machos esfregam secreções hormonais na pele das fêmeas com as quais estão cortejando.
Demonstrou-se que esses hormônios tornam a fêmea mais receptiva ao acasalamento com o macho.
Quando o macho deposita as secreções, ele se desliga da fêmea e libera um espermatóforo (contendo espermatozoides).
A decisão de aceitá-lo e recolhê-lo ou rejeitá-lo fugindo cabe à fêmea; esses hormônios a tornam mais propensa a aceitá-lo.

### Fidelidade coercitiva

#### Guarda pós-cópula
Outra forma de coerção é a guarda do parceiro pelos machos, utilizada para impedir que as fêmeas se acasalem com outros machos, e frequentemente envolve agressão.
A guarda permite que os machos assegurem sua paternidade.
Um exemplo clássico ocorre em besouros aquáticos, da família Dytiscidae.
Após a cópula, os machos continuam a guardar as fêmeas por até seis horas, mantendo-as submersas e, ocasionalmente, inclinando-as para que possam respirar.
A guarda também ocorre em percevejos d'água, onde, após completarem a transferência de esperma, os machos frequentemente permanecem sobre as fêmeas.
Essa duração de guarda varia, podendo durar de vários minutos a várias semanas.
O objetivo desses longos períodos é que os machos vejam as fêmeas depositarem seus ovos e tenham a certeza de que a prole é deles.
Esse comportamento também ocorre em Babuíno de Hamadria (Papio hamadryas), onde os machos líderes praticam uma intensa guarda de parceiro.
Em Drosophila montana, estudos demonstraram que, após a guarda do parceiro, as chances de uma fêmea se acasalar com ou ser inseminada por outro macho eram consideravelmente reduzidas, evidenciando a eficácia dessa tática.

#### Secreções/ejaculações
Machos de algumas espécies utilizam fluidos corporais, como o fluido seminal de sua ejaculação, para auxiliar na coerção das fêmeas.
Em machos de Drosophila melanogaster, o fluido seminal pode conter substâncias químicas que aumentam o tempo necessário para que as fêmeas se acasalem novamente, diminuem a duração das cópulas subsequentes ou impedem que elas se acasalem novamente.
Quanto menos a fêmea se acasala com outros machos após a cópula com um macho, maior a probabilidade dele assegurar sua paternidade.
Essas substâncias químicas também podem aumentar o sucesso reprodutivo da fêmea, embora à custa de menor longevidade e resposta imunológica.
Em muitas espécies, o fluido seminal pode funcionar como uma espécie de Tampão de acasalamento.
Os machos dessas espécies transferem seu esperma no início da cópula e utilizam o restante do ato para transferir substâncias que ajudam a formar os tampões de acasalamento, os quais são eficazes em garantir que a fêmea não se acasale com outros machos e que a paternidade do macho seja assegurada.

## Custos para as fêmeas

### Custos diretos
Um grande custo direto da coerção sexual é a lesão física.
Besouros de sementes machos (Coleoptera: Bruchidae) possuem espinhos sclerotizados em sua genitália, que penetram na fêmea e deixam cicatrizes melanizadas.
As fêmeas podem sofrer lesões físicas com apenas um acasalamento, e quanto mais se acasalam, mais cicatrizes se formam no ducto copulatório.
Em guppies, o gonopódio do macho pode causar danos quando inserido à força, provocando lesões cloacais nas fêmeas.
Em aves, as fêmeas podem ser feridas durante cópulas forçadas.
Além disso, o sêmen transferido pelos machos pode conter patógenos e matéria fecal, o que pode levar a doenças e diminuir a aptidão das fêmeas.
Em focas-elefante, lesões físicas ocorrem com frequência; de fato, o acasalamento resulta na morte de 1 em cada 1.000 fêmeas.
Outras espécies em que as fêmeas (e/ou sua prole) são feridas ou mesmo mortas incluem leões, roedores, gatos de fazenda, focas-limpadoras, focas cinzentas, leões marinhos, golfinhos nariz-de-garrafa (Tursiops truncatus), cobras-d'água de laterais avermelhadas (Thamnophis sirtalis parietalis), e tritões (N. viridescens).
Outro custo é o gasto excessivo de energia e tempo decorrente do acasalamento.
Por exemplo, percevejos d'água fêmeas (Gerridae) e caracóis marinhos do gênero Littorina precisam carregar os machos em suas costas durante o acasalamento.
Isso representa, primeiramente, uma grande perda de energia.
Em segundo lugar, tanto o macho quanto a fêmea ficam sob risco aumentado de predação nessa posição.
Além disso, o tempo gasto acasalando interfere no período que poderia ser dedicado à forragem e à alimentação.
Além disso, a coerção sexual pode reduzir a condição corporal e a imunidade das fêmeas de maneiras que vão além do dano físico.
O assédio pode levar ao estresse, resultando em perda de peso, diminuição da função imunológica e das reservas energéticas, bem como menor ingestão de alimento, como observado em tritões com manchas vermelhas.
Ademais, quando as fêmeas estão constantemente se movendo para evitar machos violentos, não conseguem formar vínculos sociais entre si (por exemplo, Zebra de Grévy/Equus grevyi).
Isso também ocorre em espécies nas quais machos que conduzem grupos por vezes não permitem que as fêmeas se juntem a outros grupos, como nos babuínos de hamadria.

### Custos indiretos
Os custos indiretos são aqueles que afetam as fêmeas a longo prazo.
Um desses custos ocorre porque a coerção sexual impede que as fêmeas escolham os machos com os quais desejam acasalar, que geralmente são indivíduos de maior qualidade, compatíveis e/ou que possuem bons genes capazes de aumentar a sobrevivência e a aptidão de sua prole.
A coerção reduz essa escolha e pode resultar em descendentes de qualidade genética inferior.
Estudos com o bitterling-rosa (Rhodeus ocellatus) demonstraram que a prole de fêmeas que puderam escolher seu parceiro teve taxas de sobrevivência superiores àquela de fêmeas que não tiveram essa opção.
Outro custo último advém quando os machos cometem infanticídio para obter acesso ao acasalamento, levando à diminuição da aptidão das fêmeas.

## Contra-adaptações femininas

### Proteção anatômica
Como resposta à coerção sexual e aos custos enfrentados, uma das contra-adaptações das fêmeas é a evolução de proteção anatômica.
Fêmeas de algumas espécies, como os percevejos d'água, desenvolveram escudos morfológicos para proteger seus órgãos genitais dos machos que desejam copular à força.
Algumas fêmeas de Gerridae também evoluíram espinhos abdominais e modificaram a forma de seus abdômens para torná-los menos acessíveis aos machos.

### Evasão de machos/mudança de habitat
Outra tática feminina para contrapor a coerção é evitar machos que possam causar danos.
Para isso, as fêmeas frequentemente mudam de habitat para se afastar de machos agressivos, como observado em guppies trinitarianos selvagens (Poecilia reticulata).
Fêmeas de Golfinho-nariz-de-garrafa comportam-se de maneira semelhante, deslocando-se para águas rasas onde há menos machos.
Outras espécies que praticam a evasão de parceiros são Calopteryx haemorrhoidalis, uma espécie de libélula, que frequentemente tenta se esconder de grandes grupos de machos para evitar o assédio.
As fêmeas dos caracóis intertidais marinhos (gênero Littorina) têm outra estratégia para evitar os machos.
Normalmente, os machos reconhecem as fêmeas por sinais deixados em suas trilhas de muco, mas as fêmeas tentam mascarar seu sexo alterando esses sinais.
Em libélulas, as fêmeas também tentam mascarar seu gênero imitando as cores dos machos, tornando-se menos atraentes para estes.

### Proteção/alianças
Uma estratégia feminina eficaz é o uso de proteção e alianças.
Algumas fêmeas, como os guppies trinitarianos selvagens (Poecilia reticulata), associam-se a machos protetores que vêm ao seu resgate.
Isso também ocorre em babuínos de hamadria, babuínos da savana e babuínos-oliva, onde machos e fêmeas formam amizades nas quais a fêmea recebe proteção masculina.
Em Foca-elefante do Norte, as fêmeas emitem gritos altos quando montadas por machos indesejáveis ou subordinados, atraindo machos dominantes para auxiliá-las.
Fenômenos semelhantes ocorrem em elefantes, em Carneiro-das-rochas e em veados-dama, onde as fêmeas permanecem próximas a machos dominantes para proteção.
Fêmeas também podem formar alianças com outras fêmeas para se protegerem contra machos agressivos.
Pesquisadores observaram tais alianças em diversas espécies com forte vínculo feminino, incluindo macacos do Velho Mundo como Macaco, Babuíno-oliva, macacos-patas, macacos rhesus e Langur cinza;
macacos do Novo Mundo, como o capuchinho; e prósímios, como o Lêmure-de-cauda-anelada.
Em macacos vervet africanos, fêmeas em parentesco frequentemente formam grupos e se unem para enfrentar os machos.
Fêmeas de alta hierarquia criam redes de alianças femininas e, juntas, afastam pretendentes persistentes.

### Resistência/contra-ataque
Resistir aos machos e lutar contra eles são táticas importantes que algumas espécies empregam para contrapor a coerção masculina.
Muitas fêmeas tentam sacudir vigorosamente os machos para se livrar deles e fugir; esse comportamento é observado em moscas sepsídeas fêmeas e em besouros aquáticos.
As sepsídeas também tentam curvar seu abdômen de modo que os machos não consigam copular à força.
Fêmeas são especialmente propensas a se defender quando protegem sua prole, como observado em gorilas da montanha, guaribas vermelhas e fêmeas de langur cinza, onde os machos frequentemente cometem infanticídio.

### Aceitação/submissão
Às vezes, as fêmeas optam por não resistir e simplesmente se submetem aos acasalamentos forçados.
Isso pode ocorrer quando decidem que o custo de resistir seria maior do que o custo do acasalamento.
Elas usam a submissão para evitar assédios ou agressões adicionais, que poderiam resultar em morte ou lesões.
Esse comportamento é frequentemente observado em espécies de primatas, como chimpanzés e babuínos de hamadria.

## Possíveis benefícios

### Proximal
Um possível benefício proximal para as fêmeas é que, às vezes, após um macho acasalar com uma fêmea, ele se torna seu parceiro, passando a defendê-la e protegê-la.
Isso é observado em muitas espécies de primatas.

### Último
Um possível benefício último da coerção sexual a longo prazo é a hipótese dos “bons genes”.
Se um macho consegue superar a resistência da fêmea, é provável que possua bons genes que aumentem a sobrevivência ou o sucesso reprodutivo de sua prole masculina.
A hipótese sugere que as fêmeas podem usar o processo de coerção sexual para avaliar a qualidade do macho.

## Consequências

### Corrida armamentista coevolutiva
A coerção sexual frequentemente desencadeia uma corrida armamentista coevolutiva intersexual.
Isso consiste na evolução de adaptações por parte das fêmeas em resposta às investidas dos machos, e na evolução de contra-adaptações pelos machos.
Os machos persistem em comportamentos violentos, o que favorece a evolução de resistência feminina para sua própria defesa.
Em organismos onde os machos possuem genitália prejudicial às fêmeas, como em certos insetos, estas tendem a evoluir tratos copulatórios mais espessos e menos sensíveis.
Além disso, podem evoluir um escudo sobre suas aberturas genitais para prevenir a intromissão.
Fêmeas de algumas espécies de percevejos d'água evoluíram proteção contra a inseminação forçada, como espinhos abdominais e abdômens curvados para baixo, dificultando o acasalamento pelos machos.
Em resposta, os machos contraevoluíram, alterando a forma de seus abdômens para facilitar a cópula forçada.

### Especiação
Observou-se que a especiação pode ser uma consequência da coerção sexual.
Em espécies de besouros aquáticos da família Dytiscidae, ocorre uma corrida armamentista intersexual: os machos evoluíram estruturas em forma de ventosas em suas pernas dianteiras para ajudar a agarrar as fêmeas, enquanto estas contraevoluíram sulcos dorsais com cerdas para impedir a cópula forçada.
Essa evolução contínua (nos dois sentidos) levou à especiação recente de A. japonicus e A. kishii, sendo que as fêmeas de A. kishii perderam seus sulcos dorsais, enquanto as de A. japonicus não.

### Dimorfismo sexual
A coerção sexual pode levar ao surgimento de dimorfismos sexuais, nos quais machos e fêmeas apresentam diferenças morfológicas significativas.
Por exemplo, em algumas espécies, machos maiores têm mais sucesso em acasalamentos forçados, o que resulta em maior aptidão.
Em cobra-d'água de laterais avermelhadas (Thamnophis sirtalis parietalis), foi demonstrado que machos com corpos mais robustos são melhores em cortejar, conferindo-lhes vantagem sobre indivíduos de menor porte.
Isso contribui para a evolução do dimorfismo sexual, com machos maiores que as fêmeas.
Em outras espécies, machos menores que as fêmeas apresentam maior aptidão, e diversas adaptações morfológicas específicas de cada sexo (por exemplo, em besouros aquáticos da família Dytiscidae, as fêmeas possuem sulcos dorsais com cerdas que os machos não têm, enquanto os machos possuem ventosas nas pernas dianteiras ausentes nas fêmeas) são dimorfismos sexuais decorrentes da coerção sexual.